# Philander mondolfii
Philander mondolfii — вид сумчастих ссавців родини Опосумові (Didelphidae). Хутро коротке і пухнасте. Спинна поверхня сіра, черевна — кремового кольору. Плями вище очей великі й помітні. Плями позаду вух менші, але все ще помітні.

## Поширення
Країни поширення: Колумбія; Венесуела. Цей вид поширений по системі пагорбів (50-800 м над рівнем моря). Живе в заплавних лісах, з напівлистопадних і серед в основному вічнозеленої рослинності, на висотах дерев від 15 до 25 м.

## Загрози та охорона
Немає великих загроз. Ліси на східних схилах хребта Кордильєра-де-Лос-Анд у Венесуелі й Колумбії були сильно вирубані і, ймовірно, деякі популяції, локально вимерли. Цей вид зустрічається в кількох ПОТ.